# 11º Jamboree mondiale dello scautismo

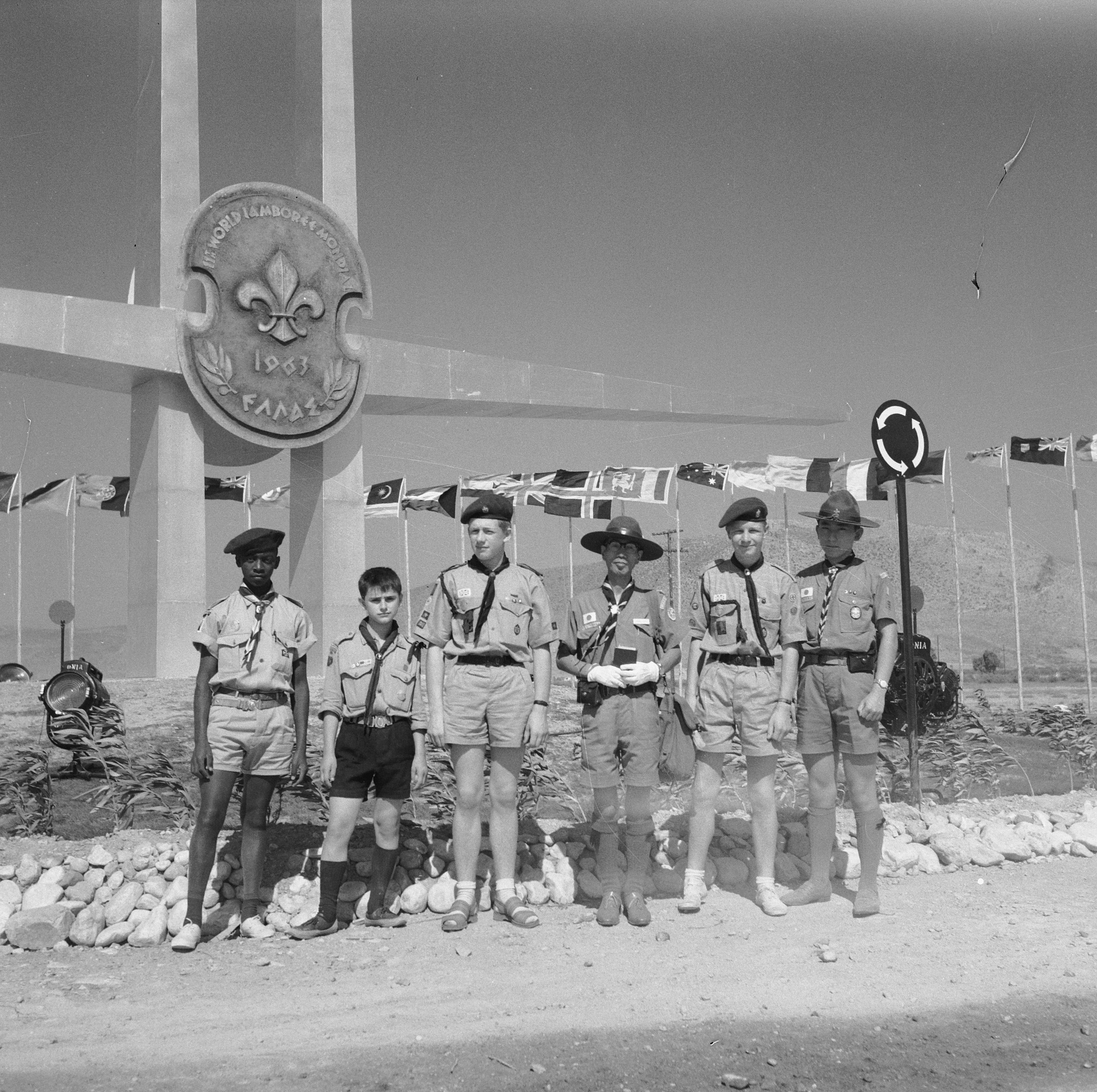
Il Jamboree del 1963

L'11º Jamboree mondiale dello scautismo si tenne a Maratona in Grecia dal 1 all'11 agosto 1963. Il Capo Scout della Grecia Costantino II di Grecia aprì questo Jamboree e in quell'occasione ricevette il lupo d'argento da parte di Sir Charles Maclean Capo scout del Commonwealth.
L'evento fu segnato dalla tragedia aerea in cui morì tutto il contingente delle Filippine e le bandiere dei vari contingenti furono a mezz'asta per tutta la durata del Jamboree. Numerose furono le attività legate agli sport olimpici come il triathlon e la maratona. L'evento principale furono le "fatiche di Ercole", una serie di prove per testare gli scout partecipanti. Alla fine del Jamboree fu accesa una torcia che venne portata negli Stati Uniti d'America dove si sarebbe tenuto il 12º Jamboree.